# Episodi di Cherif (seconda stagione)
La seconda stagione della serie televisiva Cherif è stata trasmessa sul canale francese France 2 dal 2 al 30 gennaio 2015.
In Italia è andata in onda dal 1º al 29 febbraio 2016 su Giallo con un ordine di messa in onda differente rispetto a quello originale.
| nº | Titolo originale    | Titolo italiano         | Prima TV Francia | Prima TV Italia  |
| -- | ------------------- | ----------------------- | ---------------- | ---------------- |
| 1  | Rendez-vous mortels | Appuntamenti mortali    | 2 gennaio 2015   | 1º febbraio 2016 |
| 2  | Pressions           | Pressioni               | 2 gennaio 2015   | 1º febbraio 2016 |
| 3  | A cœur ouvert       | A cuore aperto          | 9 gennaio 2015   | 8 febbraio 2016  |
| 4  | Code d'honneur      | Codice d'onore          | 9 gennaio 2015   | 8 febbraio 2016  |
| 5  | Désaccords majeurs  | Forti disaccordi        | 16 gennaio 2015  | 22 febbraio 2016 |
| 6  | Bonheur à vendre    | Felicità in vendita     | 16 gennaio 2015  | 15 febbraio 2016 |
| 7  | Au suivant          | Trasmissioni pericolose | 23 gennaio 2015  | 22 febbraio 2016 |
| 8  | A ma fille          | A mia figlia            | 23 gennaio 2015  | 15 febbraio 2016 |
| 9  | Au feu              | Relazioni di fuoco      | 30 gennaio 2015  | 29 febbraio 2016 |
| 10 | & Associés          | Cherif & Associati      | 30 gennaio 2015  | 29 febbraio 2016 |

## Appuntamenti mortali
- Titolo originale: Rendez-vous mortels
- Diretto da: Julien Zidi
- Scritto da: Alexandra Julhiet e Lionel Olenga

### Trama
Dalla fontana di place des Terreaux viene ripescato il cadavere di Philippe Cassini, direttore di un'azienda di prodotti omeopatici. Le scarpe da ballo indossate dalla vittima conducono ad una vicina scuola di Milonga che nasconde una seconda attività. L'indagine diventa ben presto una sfida tra i due capitani e i loro metodi d'indagine.

## Pressioni
- Titolo originale: Pressions
- Diretto da: Julien Zidi
- Scritto da: Dominique Golfier e Lionel Olenga

### Trama
La moglie del proprietario di un ristorante di Corbas viene trovata morta, seduta ad un tavolino fuori dal locale con la bocca tappata dal nastro adesivo. Cherif nota che Sarah si vede con un agente. Scopre che la natura dei loro incontri non è sentimentale come lui temeva, ma legata alla figura del misterioso nonno Cherif.

## A cuore aperto
- Titolo originale: A cœur ouvert
- Diretto da: Vincent Giovanni
- Scritto da: Akima Seghir e Lionel Olenga

### Trama
In un campo del golf club di Lione viene trovato il cadavere di Frederic N'Guyen, un promettente cardiologo di origine vietnamita. L'arrivo al commissariato del comandante Inès Dutertre (ex collega ed ex fiamma di Cherif) porta trambusto nella vita sentimentale di Kader.

## Codice d'onore
- Titolo originale: Code d'honneur
- Diretto da: Vincent Giovanni
- Scritto da: Stéphane Carrie, Robin Barataud e Lionel Olenga

### Trama
Dietro una macchina nel parcheggio della discoteca Le Pacha un ladro trova il cadavere di un soldato con il viso pesantemente truccato. Ultimo erede di una famiglia di valorosi membri dell'esercito, Maxime De Roquebrune avrebbe dovuto partire per il Mali di lì a poco, ma una diversa verità si nasconde dietro i racconti dei militari. Kader sente Sarah raccontare alle amiche che suo nonno sarebbe un attore.

## Forti disaccordi
- Titolo originale: Désaccords majeurs
- Diretto da: Pierric Gantelmi D'Ille
- Scritto da: Olivier Dujols, Akima Seghir e Lionel Olenga

### Trama
Al laboratorio di liuteria Delayrac un ufficiale giudiziario trova il cadavere dell'apprendista Valentin, mentre il contitolare Marc giace ferito vicino a lui. Il famoso e prezioso violino rosso del fratello Antoine non si trova più. La vittima, intenzionata a mettersi in proprio in un quartiere dagli affitti molto alti, risulta non essere la persona che tutti credevano. Quando Kader scopre che Sarah ha un ragazzo, lo convoca in commissariato per un interrogatorio.

## Felicità in vendita
- Titolo originale: Bonheur à vendre
- Diretto da: Hervé Brami
- Scritto da: Pierre-Yves Mora, Robin Barataud e Lionel Olenga

### Trama
All Hotel Simplon in una stanza libera da giorni viene trovato il cadavere di una donna chiuso all'interno di un armadio. La sua identità si rivela essere un rebus. Sarah assiste ad uno scippo. Il fatto che sia l'unica testimone in grado di identificare il responsabile preoccupa molto Kader.

## Trasmissioni pericolose
- Titolo originale: Au suivant
- Diretto da: Pierric Gantelmi D'Ille
- Scritto da: Jean-Marie Chavent e Lionel Olenga

### Trama
Al parcheggio della Cité Internationale un'impiegata di Radio Scoop trova il cadavere del noto conduttore radiofonico Julien Lamarre nascosto dietro alla sua auto vandalizzata. La minacciosa scritta lasciata sull'asfalto "Avanti un altro" fa riferimento ad una frase ripetuta dalla vittima e dal suo collega Cédric Leroy nel corso della loro trasmissione Cash, durante la quale i due maltrattavano i loro ospiti. Cherif si preoccupa dell'uso dei social network da parte di Sarah.

## A mia figlia
- Titolo originale: A ma fille
- Diretto da: Hervé Brami
- Scritto da: Nathalie Hugon, Vincent Robert e Lionel Olenga

### Trama
Durante una retata antidroga in una comunità di recupero, per errore la polizia fa irruzione nell'appartamento sbagliato, trovandoci l'ex trafficante di droga Hamed Saadi ucciso a coltellate e Patrick Ariège con una pistola in mano che si dichiara colpevole e chiede di vedere Doucet. Dodici anni prima la vittima aveva ucciso la figlia del reo confesso dopo essere stato condannato per un furto commesso nell'azienda della loro famiglia. Deborah informa Kader di aver ricevuto un'offerta di lavoro negli Stati Uniti. Temendo che Sarah possa seguirla, Cherif comincia a viziarla.

## Relazioni di fuoco
- Titolo originale: Au feu
- Diretto da: Vincent Giovanni
- Scritto da: Francis Nief, Robin Barataud e Lionel Olenga

### Trama
L'apparente suicidio del pompiere Luc Hervieu porta i due capitani ad indagare sull'affiatata squadra del sergente Morel e Adeline a rivedere una vecchia conoscenza parigina. Un problema idraulico costringe intanto la Briard a dormire in ufficio. Sarah allora spinge per ospitarla a casa loro, ma le complicazioni del caso si riflettono sull'offerta dei Cherif.

## Cherif & Associati
- Titolo originale: & Associés
- Diretto da: Vincent Giovanni
- Scritto da: Marie Roussin, Clélia Constantine e Lionel Olenga

### Trama
Sulla panchina di un giardino pubblico è seduto un cadavere senza documenti. Si tratta dell'avvocato Francis Gence e di lì a poco anche un'avvocatessa viene ritrovata in circostanze simili. Kader viene invitato dal preside della scuola di Sarah a parlare alla classe della sua professione.